# Frances Allitsen
Mary Frances Allitsen (30 de desembre de 1849 - 1 d'octubre de 1912) fou una compositora i cantant anglesa.
Gaudí de gran popularitat en tots els països de parla anglesa com a compositora de cançons de caràcter popular. També fou una notable cantant. La seva cançó patriòtica There's land aconseguí gran fama a Anglaterra durant la Guerra Bòer del 1899.